# Nahuas (Perú)
El pueblo indígena nahua, también conocido como yora, es parte de un amplio complejo sociocultural formado por diversos subgrupos que vivían en zonas remotas alrededor de las cabeceras de los ríos Purús y Yurúa, y que hoy conocemos como pueblos indígenas cuyos nombres llevan como sufijo común el término nahua. Todos ellos habrían sido “mitades” de los linajes de un gran grupo cuyas lenguas pertenecen a la familia lingüística Pano. A lo largo de su historia, estos subgrupos estuvieron expuestos a sucesivas divisiones y cambios, que tuvieron como resultado la consolidación de diferentes identidades.
Dado que los nahuas habitan tradicionalmente zonas relativamente altas de bosques interfluviales en las cabeceras de los ríos y pequeños tributarios de los ríos, han sido también conocidos como uno de los “grupos Pano de cabeceras”, distinguiéndose de otros pueblos cuya lengua pertenece a la familia Pano; los shipibo-konibo, por ejemplo.
El pueblo nahua es uno de los pueblos en situación de contacto inicial que habitan la Amazonía peruana. Este pueblo se ubica en el ámbito de la Reserva Territorial Kugapakori, Nahua, Nanti y otros (RTKNN), principalmente en la comunidad nativa Santa Rosa de Serjali en Ucayali. De acuerdo con el Registro de la Dirección de Pueblos en Aislamiento y Contacto Inicial del Ministerio de Cultura, se estima una población de 285 personas en dicha comunidad.

## Historia
En 2016 '' Los nahua de la Comunidad nativa de Santa Rosa de Serjali, situados en el departamento de Ucayali, exigieron en diciembre exámenes más exhaustivos sobre la contaminación por mercurio.''